# Flarkån, Luleå kommun
Flarkån är en liten å i Norrbotten, Luleå kommun, som mynnar i Persöfjärden vid Ängesbyn. Längd ca 10 km, flodområde ca 25 km². Flarkån rinner upp i trakten av byn Flarken i Bodens kommun, men nästan hela flodområdet ligger inom Luleå kommun. Flarkån är dikad och rätad och är inte av något större intresse ur natursynvinkel. Dess lopp är utomordentligt flackt; fallhöjden är mindre än en meter per kilometer.
Namnet kommer av ordet flark, som är en beteckning på ett slags sankmark.